# Comandante general del Ejército de República Dominicana
El comandante general del Ejército de República Dominicana es el oficial de mayor rango del Ejército de República Dominicana, y es miembro del Estado Mayor General de la República Dominicana. Antes de la creación oficial del Ejército de la República Dominicana en 1927, ocuparon el cargo de jefe del Ejército diversas personalidades desde la fundación de la República Dominicana en 1844.

## Funciones
El comandante general del Ejército responde directamente al ministro de Defensa en asuntos relativos al ejército y le asiste en sus funciones, incluyendo la presentación y cumplimiento de las políticas, planes y programas del Ejército. 

### Funciones específicas
- 1. Adoptar todas las medidas y acciones que fueren necesarias para cumplir las órdenes emanadas del presidente de la República, y el de Ministro de Defensa dirigidas a combatir actividades criminales transnacionales declaradas como objetivos de alta prioridad nacional, que pongan en peligro los intereses del país.
- 2. Asegurar el control y defensa de la Zona Fronteriza Terrestre de toda amenaza que atente contra los intereses nacionales de seguridad o que puedan afectar la identidad cultural dominicana.
- 3. Asesorar al Ministro de Defensa y/o del Comandante general Conjunto, en todo lo relativo al Ejército de República Dominicana y las operaciones de las Fuerzas Terrestres.
- 4. Asumir el “Comando y Control” de todo el Estado Mayor, unidades Mayores, Unidades Especializadas y Organismos armados regulares e irregulares adscritos al Ejército de República Dominicana, que tengan como misión garantizar el orden público y la paz ciudadana, cuando lo ordene el ministro de Defensa y/o del Comandante general.
- 5. Desarrollar programas y proyectos de autogestión tendentes a promover la industria militar que contribuyan al desarrollo nacional.
- 6. Dictar todas las medidas para garantizar la seguridad del Ejército de República Dominicana, de sus recintos y cuarteles militares, personal, armamento, propiedades, etc.
- 7. Diseñar “La Estrategia Militar para el Ejército”, derivándola de la Estrategia de la Seguridad Nacional para garantizar la defensa nacional, tomando en cuenta las amenazas presentes y futuras que puedan identificarse.
- 8. Disponer de la colección, análisis y diseminación de las informaciones de inteligencia, que sea necesarias para garantizar la soberanía y la defensa nacional.
- 9. Disponer de la construcción, reparación y readecuación de fortificaciones, cuarteles, recintos militares y otras infraestructuras necesarias, basado en los planes de organización y en la estructura del Ejército de República Dominicana.
- 10. Disponer las medidas de vigilancia que considere necesarias en todo el espacio terrestre correspondiente a la Rep. Dominicana, haciendo especial énfasis en las áreas que sean considerados estratégicos para garantizar la integridad territorial principalmente en la región fronteriza.
- 11. Disponer las ejecuciones del presupuesto de acuerdo a la Ley de Gastos Públicos y de los procedimientos de los Reglamentos de Contabilidad de la Institución.
- 12. Ejercer el mando orgánico del Ejército de República Dominicana y propiciar la preparación integral de la fuerza, de acuerdo al artículo 8, de la Ley 139-13 Orgánica de las FF.AA.
- 13. Emitir, transmitir y publicar todas las órdenes de ingresos, traslados, re alistamientos ascensos, reclasificaciones, incorporaciones, retrogradaciones, separaciones o suspensión de funciones, cancelaciones, retiros, designaciones de Oficiales y bajas de alistados.
- 14. Garantizar el desarrollo y mantenimiento del Sistema de Gestión de Calidad (SGC) del Ejército en niveles óptimos.
- 15. Garantizar el cumplimiento de la Constitución de la República, las Leyes y los convenios internacionales firmados y ratificados por el estado dominicano, cuyo cumplimiento corresponda al Ejército de República Dominicana.
- 16. Informar al Excelentísimo Señor Presidente Constitucional de la República, por intermedio del Ministro de Defensa y/o del Comandante general Conjunto, sobre todas las cuestiones que afecten al Ejército de República Dominicana y su estado de listeza para las operaciones militares.
- 17. Inspeccionar las diferentes unidades y dependencias del Ejército de República Dominicana, directamente o por medio de los oficiales que designe, con el objetivo de garantizar la conservación y establecer las medidas para el uso adecuado de los equipos asignados para el cumplimiento de sus funcione.
- 18. Planificar, organizar, entrenar y equipar las unidades para participar en operaciones conjuntas, combinadas, de mantenimiento de paz y asistencia humanitaria.
- 19. Proponer al Estado Mayor General de las Fuerzas Armadas todas las medidas y reglamentos generales y especiales necesarios, que regulen el funcionamiento de los organismos que integran la institución.
- 20. Remitir al Ministro de Defensa previa evaluación de las juntas respectivas, las recomendaciones para fines de ingreso, ascenso, y retiro de los miembros del Ejército.
- 21. Remitir al Ministro de Defensa su declaración jurada de bienes, junto a los de los miembros de su Estado Mayor, que autoricen el desembolso y uso de fondos públicos de acuerdo a lo establecido en la Ley que regula la materia.
- 22. Ser el responsable de la “Administración” del Ejército de República Dominicana, en todas las órdenes, así como definir la estructura del Ejército de República Dominicana, su organización y su equipamiento, teniendo en cuenta que sus actuaciones deberán estar orientadas al apoyo de la estrategia militar nacional.
- 23. Someter en el tiempo establecido, el presupuesto de gastos anualmente, para cubrir las necesidades de la institución, al Ministerio de Defensa a través de la Comandancia General Conjunta.
- 24. Tendrá el “Mando Operacional” del Ejército de República Dominicana y designará a los oficiales superiores que considere como “Comandante” de las operaciones conjuntas y combinadas que se realicen tanto en tiempo de paz como en tiempo de guerra.
- 25. Ser el responsable de realizar anualmente un informe del resultado de la implementación de la metodología VAR.
- 26. Cumplir con la elevación de las matrices de riesgos de sus respectivas áreas vinculadas con los objetivos planteados en el POA.
- 27. El Departamento de Correspondencia es uno de los que manejan la información a lo interno de la institución.

## Nombramiento
El comandante general del Ejército es nombrado por el presidente de la República Dominicana por un período no renovable de dos años. El comandante general del Ejército es ascendido a mayor general (transitorio). El actual comandante general del Ejército es el Mayor General Jorge Iván Camino Pérez.